# Tōbetsu
Tōbetsu (japanska: 当別町?, Tōbetsu-chō) är en landskommun (köping) i Ishikari subprefektur i Hokkaido prefektur i Japan. 
Inom kommunen, en dryg halvmil från centrala Tobetsu, ligger samhället Sueden Hiruzu, mer känt under det engelska namnet Sweden Hills, bebyggt uteslutande med faluröda svenska småhus.

## Vänorter
- Leksand, Sverige